# Serge Berstein
Serge Berstein (n. 1934) es un historiador político francés, especialista en la Tercera República Francesa.
Doctor en letras, enseña en el Instituto de Estudios Políticos de París. Asimismo, es miembro del consejo científico del Instituto François-Mitterrand.

## Marco teórico
Berstein se distancia del marxismo y de la escuela de los Annales al entender que lo político tiene "un ámbito propio, autónomo, en el que actúan las fuerzas y los mecanismos que desembocan en la toma de poder...". Se distancia de los historicistas alemanes y del positivismo francés del siglo XIX al considerar que "el fenómeno político es mucho más complejo que el conjunto de eventos políticos al que durante tanto tiempo se ha visto reducido". El fenómeno político no puede desligarse de los problemas concretos de la sociedad en que se desarrolla, pues sus mecanismos "se desencadenan por problemas de todo tipo que se le plantean a la sociedad, que pueden provenir de cuestiones religiosas, de tensiones sociales, de ideas, de representaciones, de formas de expresión cultural".
Para Berstein, "Los regímenes políticos no son simples construcciones abstractas surgidas de la fértil mente de los juristas, sino la traducción, en un momento dado de la historia, del equilibrio de fuerzas entre los grupos que forman una sociedad". Pero ocurre que "las construcciones políticas, por encontrarse estrechamente ligadas a las demás estructuras de la sociedad, son portadoras de valores ideológicos, y como tales tienden de forma natural a afirmarse como las únicas válidas". Estas tendencias tienen tanta fuerza que devienen a la larga en una forma de trascendencia, en una especie de divinización del poder o de las normas o valores abstractos reconocidos por la sociedad: la soberanía, la libertad y la democracia. De este carácter no se libran siquiera las sociedades laicas.

## Obras
Es autor de numerosas obras, así como de manuales en la colección Initial, de la editorial Hatier, en colaboración con el historiador Pierre Milza. Destaca entre sus obras una monumental Histoire de France au XXe siècle en cuatro volúmenes.

### Libros individuales
- Le 6 février 1934. París: Gallimard-Julliard, 1975.
- Histoire du parti radical. Tome 1 : La recherche de l’âge d’or. París: Presses de la Fondation nationale des sciences politiques, 1980.
- Histoire du parti radical. Tome 2 : Crise du radicalisme. París: Presses de la Fondation nationale des sciences politiques, 1982.
- Édouard Herriot ou la république en personne. París: Presses de la Fondation nationale des sciences politiques, 1985.
- La France des années trente. París:_ Armand Colin, 1988.
- La France de l’expansion. Tome 1 : La république gaullienne, 1958-1969. París: Le Seuil, 1989.
- Démocraties, régimes autoritaires et totalitarismes au XXe siècle. Pour une histoire politique comparée du monde développé. París: Hachette, 1992.
- La république sur le fil. Entretiens avec Jean Lebrun. París: Textuel, 1998.
- Direction de La démocratie libérale. París: PUF, 1998.
- Direction de Les cultures politiques en France, Paris, Le Seuil, « L’univers historique », 1999
- Histoire du gaullisme. París: Perrin, 2001.
- Un siècle de radicalisme. Lille: Presses Universitaires du Septentrion, 2004.
- Léon Blum. Paris: Fayard, 2006.

### Colaboraciones y libros colectivos
- En colaboración con Pierre Milza, Le fascisme italien. 1919-1945.París: Le Seuil, 1980.
- En colaboración con Jean-Jacques Becker, Histoire de l’anticommunisme en France. Tome 1 : 1917-1940. París: Olivier Orban, 1987.
- En colaboración con Jean-Jacques Becker, Victoire et frustrations, 1914-1929. París: Le Seuil, 1990.
- En codirección con Michel Winock, L’invention de la démocratie. 1789-1914, tomo III de la Histoire de la France politique. París: Le Seuil, 2002.
- En codirección con Michel Winock, La république recommencée. De 1914 à nos jours, tomo IV de la Histoire de la France politique. París: Le Seuil, 2004.
- Con Pierre Milza : Histoire du XXème siècle en tres tomos (1900-1945, 1945-1973 y 1973 à nos jours), colección Initial.